# هری پاتر و فرزند نفرین‌شده

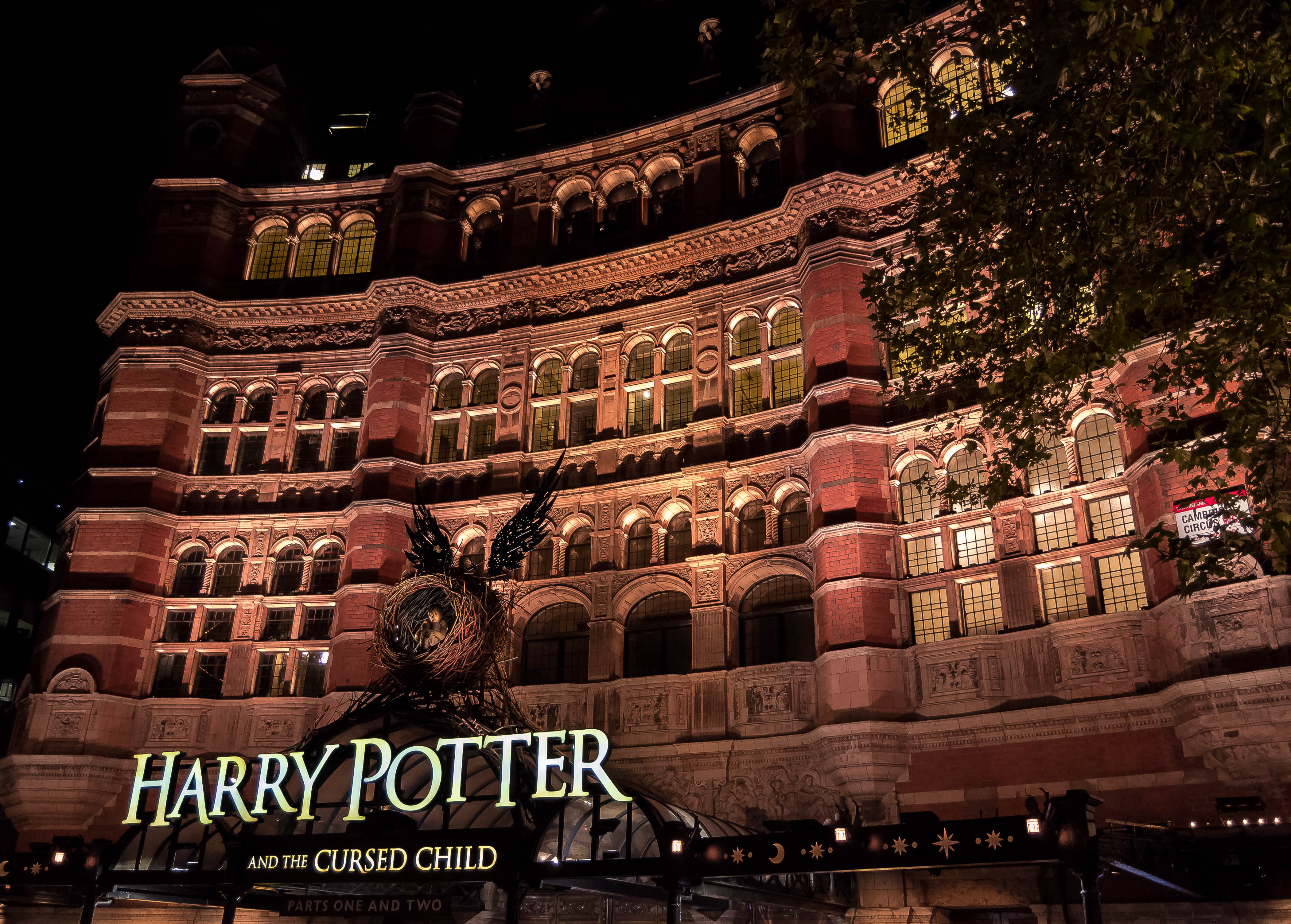
روی جلد کتاب این فصل تصویر مجسمهٔ جلوی قصر هست

هری پاتر و فرزند نفرین‌شده (به انگلیسی: Harry Potter and the Cursed Child) یک نمایش دو بخشی محصول تئاتر وست اند لندن است. نمایشنامهٔ این اثر که توسط جک تورن نوشته شده، بر اساس آخرین داستان جی.کی.رولینگ، جان تیفانی و جک تورن شکل گرفته است. پیش‌نمایش آن برای اولین بار در سالن پالیس تئاتر لندن در تاریخ ۷ ژوئن ۲۰۱۶ روی صحنه نمایش رفت. کتاب نمایشنامهٔ این تئاتر با همین عنوان (در واقع متن تمرین نمایشنامه و نه یک رمان) در ۳۱ ژوئیه ۲۰۱۶ منتشر شد که نهمین بخش اصلی سری کتاب‌های هری پاتر می‌باشد و وقایع آن نوزده سال پس از اتفاقات هری پاتر و یادگاران مرگ رخ می‌دهد و زندگی هری پاتر (که اکنون کارمند وزارت جادو است) و پسر کوچکش، آلبوس سوروس پاتر را شرح می‌دهد که از پدر خود ناراضی است و نمی‌خواهد فرزند او باشد.

## داستان
خلاصهٔ رسمی داستان در ۲۳ اکتبر ۲۰۱۵ توسط ناشر (پاترمور) منتشر شد:
هری پاتر بودن همیشه سخت بوده و حالا که او یک کارمند وزارت سحر و جادو، شوهر و پدر سه فرزند است که این بر دشواری‌های او می افزوند.
در حالی که هری با گذشته‌ای دست به گریبان است که او را رها نمی‌کند، جوان‌ترین پسرش آلبوس باید با بار سنگین میراث خانوادگی دست و پنجه نرم کند که هرگز خواستار آن نبوده است. در حالی که گذشته و حال او به‌طور خطرناکی با هم پیوند می‌خورند، این پدر و پسر هر دو متوجه حقیقتی ناخوشایند می‌شوند. (گاهی تاریکی از جایی فرا می‌رسد که انتظار آن نمی‌رود)

## نقش‌های اصلی و بازیگران
| شخصیت           | بازیگر                 |
| --------------- | ---------------------- |
| هری پاتر        | دنیل ردکلیف            |
| رون ویزلی       | روپرت گرینت            |
| هرماینی گرنجر   | اما شارلوت دوئر واتسون |
| جینی ویزلی      | بانی رایت              |
| دراکو مالفوی    | توماس اندریو فلتون     |
| اسکورپیس مالفوی | آنتونی بویل            |
| آلبوس سورس پاتر | سم کلمنتد              |
| رز گرنجر-ویزلی  | چرل سکیت               |

## انتشار نمایش‌نامه
هر دو بخش نمایش‌نامهٔ این تئاتر به صورت چاپی و دیجیتال با عنوان هری پاتر و فرزند نفرین‌شده بخش ۱ و ۲ منتشر شده‌اند.
اولین ویرایش با عنوان «ویرایش ویژهٔ تمرین» که مطابق با نمایشنامهای است که در پیش‌نمایش اجرا استفاده شد و در ۳۱ ژوئیه ۲۰۱۶ منتشر شد که روز تولد هری در مجموعه کتاب‌ها و همچنین روز تولد رولینگ است. از آنجا که پس از انتشار کتاب، بازبینی‌ها بر روی نمایش‌نامه ادامه داشت، نسخهٔ ویرایش شده‌ای با عنوان «ویرایش نهایی برای گردآوری» اوایل سال ۲۰۱۷ منتشر شد. به گزارش سی‌ان‌ان، این کتاب بیشترین میزان پیش‌فروش را در سال ۲۰۱۶ داشته است.

## فروش
در آمریکا و کانادا، در دو روز اول انتشار بیش از ۲ میلیون نسخه از کتاب به فروش رسید.

## ترجمه فارسی
این کتاب با ترجمهٔ [ویدا اسلامیه] توسط انتشارات کتابسرای تندیس در ۳۱۲ صفحه  منتشر شد.